# Allée des Voyageurs
 (juin 2015).
Si vous disposez d'ouvrages ou d'articles de référence ou si vous connaissez des sites web de qualité traitant du thème abordé ici, merci de compléter l'article en donnant les références utiles à sa vérifiabilité et en les liant à la section « Notes et références ».
L'Allée des Voyageurs, située dans le Jardin de la Compagnie des Indes à Port-Louis (Maurice), est un parcours culturel composé de textes.
Proche du cinéma Majestic, il fut inauguré par le Premier Ministre mauricien en août 2010, en présence de l'envoyé du Sultanat D'Oman, Abdullah al Suhaili et de nombreuses personnalités. 
Ce parcours culturel, fait de textes de voyageurs qui ont sillonné l'océan Indien, comprend des textes d'al Idrissi, d'Ahmad bin Majid, d'Ibn Khordadbeh et de Marco Polo. Il comprend également un planisphère qui est l'œuvre du sculpteur Bhungsee. Le projet fut initié et mené par le sémiologue Khal Torabully, le Ministre de la Culture, le comité al Idrissi et la Municipalité de Port-Louis. Il constitue un point d'attraction touristique de la capitale.